# Contagion (phim 2011)
Contagion (tạm dịch: Sự truyền nhiễm) là một bộ phim điện ảnh đề tài giật gân của Mỹ năm 2011 do Steven Soderbergh làm đạo diễn. Phim quy tụ dàn diễn viên hùng hậu gồm Marion Cotillard, Matt Damon, Laurence Fishburne, Jude Law, Gwyneth Paltrow, Kate Winslet, Bryan Cranston, Jennifer Ehle và Sanaa Lathan. Nội dung phim xoay quanh một chủng virus lây lan rộng qua những giọt hô hấp li ti hoặc các mầm bệnh vô tri, những nỗ lực của các nhà nghiên cứu y khoa học và quan chức y tế công cộng nhằm nhận biết và ngăn chặn dịch bệnh, sự mất trật tự xã hội trong một đại dịch và quá trình giới thiệu liều vắc-xin để ngăn dịch lây lan. Nhằm tạo tương tác tốt giữa các mạch truyện, phim đã sử dụng kĩ thuật "điện ảnh siêu liên kết" kể chuyện theo nhiều góc nhìn, vốn phổ biển trong các bộ phim của Soderbergh.
Sau lần hợp tác trong The Informant! (2009), Soderbergh và nhà biên kịch Scott Z. Burns tiến hành thảo luận về một tác phẩm điện ảnh miêu tả sự lây lan nhanh chóng của một chủng virus, lấy cảm hứng từ những đại dịch như dịch SARS 2002–2004 và đại dịch cúm 2009. Burns đã tìm lời khuyên từ đại diện của Tổ chức Y tế Thế giới (WHO) cũng như các chuyên gia y khoa là W. Ian Lipkin và Lawrence "Larry" Brilliant. Quá trình ghi hình chính khởi động tại Hồng Kông vào tháng 9 năm 2010 và tiếp tục thực hiện tại các địa điểm như Chicago, Atlanta, Luân Đôn, Geneva và San Francisco đến tháng 2 năm 2011.
Contagion ra mắt tại Liên hoan phim quốc tế Venezia lần thứ 68 ở Venezia, Ý vào ngày 3 tháng 9 năm 2011 và ra rạp vào ngày 9 tháng 9 năm 2011. Về mặt thương mại, phim thu về 136,5 triệu USD so với kinh phí 60 triệu USD bỏ ra. Tác phẩm đã được giới phê bình ngợi khen nhờ lối kể chuyện cũng như diễn xuất, đồng thời còn được giới khoa học đón nhận tốt bởi họ tán dương độ chính xác của phim. Bộ phim đã trở nên tái nổi tiếng trong bối cảnh diễn ra đại dịch COVID-19 2019-20.

## Cốt truyện
Trở về từ một chuyến đi công tác ở Hồng Kông, Beth Emhoff (Paltrow) dừng chân nghỉ tại Chicago và gặp một người yêu cũ để ân ái. Hai ngày sau, tại ngôi nhà của gia đình mình nằm ở ngoại ô Minneapolis, cô ngã gục vì bị đột quỵ. Chồng cô là Mitch Emhoff (Damon) đưa cô tới bệnh viện, nhưng rồi cô qua đời mà chưa rõ nguyên nhân gây bệnh. Mitch trở về nhà và thấy cậu con trai riêng của anh cũng tử vong. Mitch bị cách ly nhưng rồi được phát hiện có khả năng miễn dịch, anh trở về nhà cùng cô con gái tuổi mới lớn Jory.
Tại Atlanta, đại diện của Bộ An ninh Nội địa gặp gỡ Bác sĩ Ellis Cheever (Fishburne) thuộc Trung tâm kiểm soát và phòng ngừa dịch bệnh (CDC) và bày tỏ lo ngại rằng căn bệnh là một tác nhân sinh học và dự kiến sẽ gây ra nỗi kinh hoàng vào dịp cuối tuần của Lễ Tạ ơn. Cheever bèn biệt phái Bác sĩ Erin Mears (Winslet), một cán bộ của Dịch vụ tình báo dịch tễ tới Minneapolis điều tra. Mears lần ra dấu vết của dịch đến từ Beth. Cô thương lượng với các quan chức địa phương nhưng họ không sẵn lòng chuẩn bị các nguồn lực y tế công cộng để phản ứng khi dịch bùng phát. Kết quả là sau đó Mears nhiễm bệnh và tử vong. Khi dịch bệnh lây trên diện rộng, một số thành phố bị đặt trong tình trạng phong tỏa, kế đó là nạn cướp bóc và bạo lực hoành hành.
Tại CDC, Bác sĩ Ally Hextall (Ehle) xác định rằng chủng virus là một hỗn hợp vật liệu di truyền từ các virus trên cơ thể lợn và dơi, với tên gọi MEV-1. Nghiên cứu diễn ra trong một hầm thuốc bởi các nhà khoa học không thể nuôi cấy tế bào để phát triển một chủng virus MEV-1 mới đã được phân loại. Giáo sư của Đại học California, Bác sĩ Ian Sussman (Gould) đã kháng lệnh phá hủy các mẫu phẩm từ Cheever và nuôi cấy thành công một tế bào MEV-1 mới có nguồn gốc từ bào thai dơi. Chính bước đột phá này giúp Hextall bắt đầu nghiên cứu chế ra vắc-xin. Các nhà khoa học xác định rằng virus lây qua những giọt hô hấp li ti và các mầm bệnh vô tri, với phạm vi sinh sôi gấp bốn lần khi virus biến đổi; họ dự đoán rằng 1/12 dân số thế giới sẽ bị nhiễm bệnh với tỷ lệ tử vong dao động từ 25–30%.
Nhà học thuyết âm mưu Alan Krumwiede (Law) đăng các video về virus trên trang blog cá nhân. Trong một video, anh cho biết mình đã tự chữa khỏi bệnh nhờ áp dụng phương thức vi lượng đồng căn có nguồn gốc từ forsythia. Thế là vô số người đi săn tìm và vét sạch forsythia ở nhiều quầy thuốc. Trong một buổi phỏng vấn trên truyền hình, Krumwiede bật mí rằng Cheever đã bí mật thông báo cho gia đình và bè bạn của ông rời khỏi Chicago trước khi thành phố này bị cách ly. Tiếp đó Cheever được thông báo rằng ông sẽ bị điều tra. Krumwiede thì giả vờ bị bệnh để tăng doanh số bán hàng của forsythia, nhưng sau cùng đã bị bắt giữ vì tội thông đồng và gian lận đầu tư.
Nhờ sử dụng một loại virus sống, Hextall đã chế ra một loại vắc-xin tiềm năng. Nhằm rút ngắn thời gian cần thiết để đạt đồng thuận từ các bệnh nhân bị nhiễm, Hextall tự tiềm liều vắc-xin vào cơ thể cô và ghé thăm người cha bị nhiễm bệnh. Kết quả là cô không bị nhiễm MEV-1 và liều vắc-xin được cho là có hiệu quả. Tiếp đó CDC tổ chức một buổi lễ quay xổ số theo ngày sinh để tặng các lô vắc-xin. Tính đến lúc đó, số ca tử vong vì bệnh dịch đã chạm mốc 2,5 triệu người tại Mỹ nói riêng và 26 triệu người toàn thế giới nói chung.
Từ trước những sự kiện kể trên, một chuyên gia dịch tễ học của Tổ chức Y tế Thế giới, Bác sĩ Leonora Orantes (Cotillard) và các quan chức y tế công cộng theo dõi những cuộn băng ghi hình các tiếp xúc của Beth tại một sòng bạc ở Ma Cao và xác định cô là bệnh nhân số 0. Một quan chức chính quyền ở Macau là Sun Feng đã bắt cóc Orantes với mục đích có được những lô vắc-xin chữa MEV-1 cho ngôi làng của anh và giữ nữ bác sĩ ở đó trong nhiều tháng. Để rồi khi các quan chức của WHO cung cấp cho họ vắc-xin, cô mới được trả tự do. Khi Orantes biết tin lô vắc-xin được trao cho ngôi làng là giả dược, cô đã quay lại đó để cảnh báo họ.
Trong một cảnh hồi tưởng cuối phim, một chiếc xe ủi đốn hạ một cây chuối trong lúc làm nhiệm vụ dọn rừng nhiệt đới ở Trung Quốc, làm xáo trộn môi trường sống tự nhiên của bầy dơi. Khi một con dơi tìm đến trang trại lợn để trú ẩn, nó làm rơi một mẩu chuối xuống đất và mẩu này bị một con lợn ăn mất. Kế đó chính con lợn này bị đem cho một đầu bếp ở sòng bạc Macau giết mổ và làm thịt, rồi ông này truyền virus cho Beth thông qua một cái bắt tay.

## Phân vai

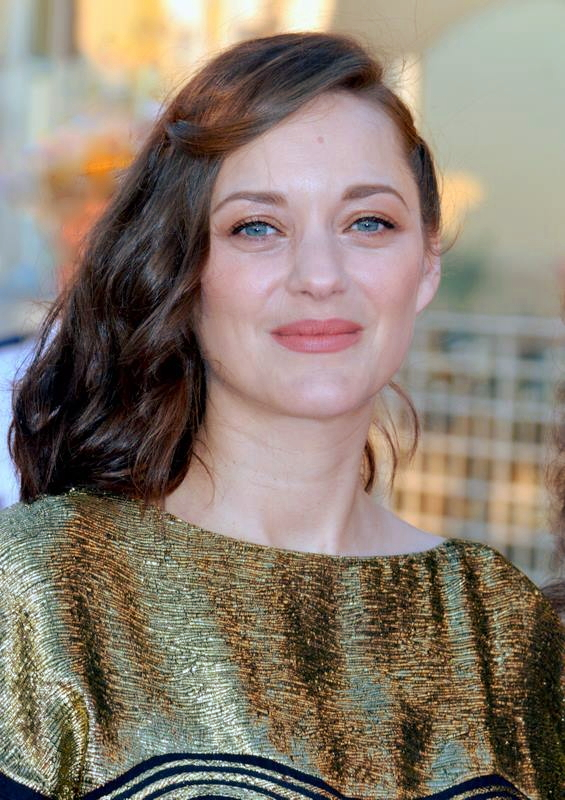
Marion Cotillard thủ vai Bác sĩ Leonora Orantes.

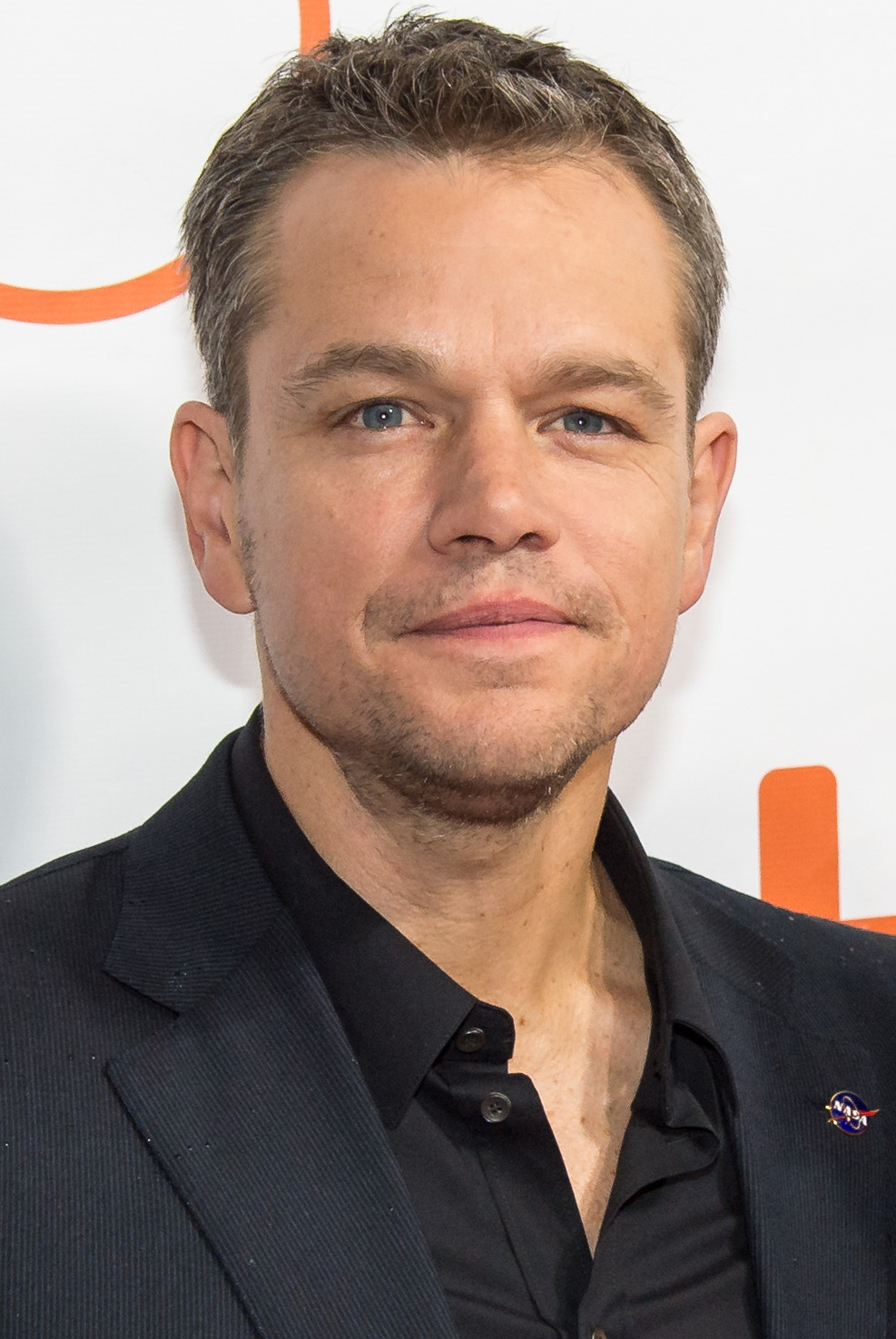
Matt Damon, người cộng tác thường xuyên với Soderbergh được lựa chọn để đảm nhiệm vai Mitch Emhoff.

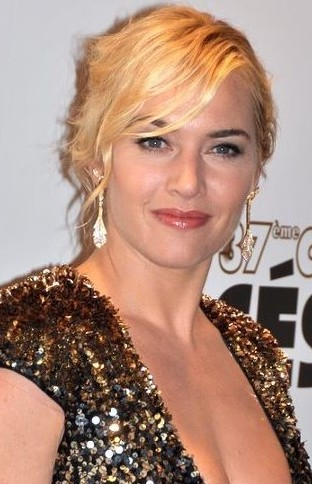
Kate Winslet đóng vai Erin Mears, một cán bộ của Dịch vụ tình báo dịch tễ.

- Marion Cotillard vai Bác sĩ Leonora Orantes, một chuyên gia dịch tễ học của Tổ chức Y tế Thế giới.

Mục tiêu chính của Orantes là truy tìm nguồn gốc mầm bệnh MEV-1. Cotillard vốn là một người hâm mộ các tác phẩm của Soderbergh và lần đầu gặp vị đạo diễn này tại Los Angeles, California. Nữ diễn viên bị kịch bản phim làm mê hoặc bởi cô "vô cùng quan tâm đến vi trùng. Tôi đã luôn... sợ hãi bởi những căn bệnh kiểu như vậy. Vì vậy... nó là thứ tôi thật sự để ý đến." Soderbergh cho biết Orantes "bị rơi vào [nhiều] tình huống và phải đương đầu với các vấn đề văn hóa cũng như khoa học, mà đôi khi chúng xung đột với nhau", đồng thời nhấn mạnh rằng cô ấy có một thái độ "chuyên nghiệp" nhưng bướng bỉnh, "biệt lập" và "vô tư", dù cho "những điều xảy đến với cô trong suốt cốt truyện tạo nên một thay đổi đáng kể về mặt cảm xúc."
- Matt Damon vai Mitch Emhoff

Damon coi nhân vật của mình như hiện thân của "mọi người" — một cá nhân được coi như "một trong những bộ mặt của nhân loại về chủng siêu virus" sau cái chết của vợ và cậu con trai riêng. Soderbergh còn lưu ý cả vốn kiến thức nông cạn về y học và khoa học kiểu "cá nhân điển hình" của Mitch, dù việc giữ cho tình huống thật sôi nổi và hấp dẫn lại gây thách thức cho vị đạo diễn, vì ông lo ngại rằng Emhof sẽ bị biến thành nhân vật một chiều. Soderbergh thấy rằng Damon thông hiểu khái niệm và chú tâm đến những mối lo ngại của các nhà sản xuất. Soderbergh nói, "Bạn không bao giờ bắt anh ấy diễn...màn thể hiện của anh chẳng kiêu căng hay ngượng ngùng gì, cứ như thể máy quay không đặt ở đó vậy." Nhà biên kịch Scott Z. Burns đã gửi lại bản sao một kịch bản với mẩu giấy đính kèm ghi, "hãy đọc thứ này và đi rửa tay đi." Damon nhớ lại, "Tôi chỉ muốn được góp mặt trong bộ phim này. Đó là một kịch bản tuyệt vời, hấp dẫn và [có tình tiết] thật sự nhanh, rất thú vị và ghê sợ, nhưng cũng có thể vô cùng cảm động."
- Laurence Fishburne vai Bác sĩ Ellis Cheever

Soderbergh bày tỏ sự ngưỡng mộ khả năng hóa thân vào một nhân vật mạnh mẽ và quyết đoán của Fishburne trong các bộ phim trước. Về phía Fishburne, ông thấy Cheever là một bác sĩ "thông minh" và "thạo giỏi", có tài thao lược bằng việc đưa ra những quyết định dựa theo lý trí và logic. Trong một lần trao đổi với W. Ian Lipkin, vị giáo sư và nhà virus học của Đại học Columbia, nam diễn viên thấy rằng nội tâm phức tạp của nhân vật không tồn tại trong con người ông. Fishburne bộc bạch, "Những chuyện riêng tư như việc Ellis Cheever nói với hôn thê và vợ sắp cưới Sanaa Lathan rằng hãy rời khỏi thị trấn, bỏ hết mọi thứ đang làm hay không nói chuyện với ai. Như thế thật sự dễ dàng. Theo tôi thì bất kì ai rơi vào tỉnh cảnh đó đều sẽ làm như vậy."
- Jude Law vai Alan Krumwiede

Krumwiede là một nhà học thuyết âm mưu giàu nhiệt huyết; theo góc nhìn của Law nhân vật giống như một bệnh nhân số 0 dành cho "dịch bệnh của nỗi sợ hãi và hoảng loạn". Soderbergh nói về Krumwiede, "Chúng tôi nhất định muốn anh ta có cái nét của một vị cứu tinh". Vị đạo diễn từng trò chuyện với Law trong quá trình sáng tạo nhân vật, trong đó hai người thảo luận với nhau về ngoại hình và cách hành xử của một nhà học thuyết âm mưu phản chính phủ điển hình. Nhà sản xuất Gregory Jacobs bình luận, "Điều thú vị là bạn không thật sự chắc chắn về anh ta. Có thật là chính phủ đang che giấu điều gì đó và liệu liều thuốc thảo dược mà anh ta nói có tác dụng thật không? Tôi thấy chúng ta [thường hay] ngờ vực, không vào lúc này thì vào lúc khác rằng chúng ta đang không nắm trong tay toàn bộ sự thật, và theo đúng nghĩa đó Krumwiede đại diện cho góc nhìn của khán giả."
- Gwyneth Paltrow vai Beth Emhoff

Paltrow miêu tả Beth là một "bà mẹ của công việc" – nhân vật trung tâm trong quá trình điều tra. Mặc dù là một trong những nạn nhân đầu tiên của virus, nhưng Paltrow tin rằng Beth đã "may mắn" bởi nữ diễn viên cho rằng những người sống sót qua dịch bệnh đang bị bỏ lại để đối mặt với các điều kiện khó khăn mới nảy sinh trong cuộc sống hàng ngày, chẳng hạn như tìm kiếm đồ ăn và nước uống. Trong một lần ghi hình tại Hồng Kông, Soderbergh đã hướng dẫn Paltrow chụp những bức hình sẽ được dùng trong phim; cô thừa nhận rằng mình tỏ ra e ngại về khoản này. Nữ diễn viên cho biết, "Tôi chỉ là một vị khách du lịch đang chụp ảnh...Tôi cảm thấy có đôi chút áp lực. Khi Steven Soderbergh giao bạn nhiệm vụ chụp ảnh, bạn nên mang về những tấm hình tử tế."
- Kate Winslet vai Bác sĩ Erin Mears, một cán bộ của Dịch vụ tình báo dịch tễ

Với mục đích nghiên cứu nhân vật của mình, Winslet đã ghé thăm Trung tâm kiểm soát và phòng ngừa dịch bệnh (CDC, nay nằm ở Atlanta, Georgia) nhằm tham vấn ý kiến với các cán bộ đã/đang công tác tại Dịch vụ tình báo dịch tễ, qua đó có được góc nhìn sâu sắc không chỉ trong cuộc sống hàng ngày, mà còn là loại người đủ năng lực làm việc. "Đây là những người có thể bị gửi đi các vùng chiến sự, nơi một chủng virus mới bùng phát. Nỗi sợ hãi không phải là một lựa chọn. Nếu họ cảm thấy thế họ [phải] học cách gạt nó qua một bên." Winslet thấy rằng Mear có thể truyền kiến thức về dịch bệnh tới "những người không có chuyên môn" vì thế người xem có thể nắm rõ phạm vi [ảnh hưởng] của dịch mà không cần nhồi nhét kiến thức khoa học không cần thiết vào cốt truyện.

## Sản xuất
Những dự tính để thai nghén Contagion lại diễn ra trùng với lúc Burns hợp tác với Soderbergh trong The Informant! (2009). Ban đầu bộ đôi định làm một bộ phim đề tài tiểu sử dựa trên Leni Riefenstahl, một nhà tiên phong của điện ảnh Đức trong thập niên 1930 và một nhân vật nổi bật của Đảng Công nhân Đức Quốc gia Xã hội chủ nghĩa. Để rồi Soderbergh liên lạc với Burns để hoãn dự án, bởi ông thấy một bộ phim về Riefenstahl sẽ khó mà thu hút khán giả. Sau khi suy nghĩ về mảng lây nhiễm bệnh, Burns đề xuất rằng thay vào đó họ nên làm một bộ phim xoay quanh tình cảnh của một đại dịch—"một bản phim điện ảnh đề tài đại dịch có yếu tố giật gân thú vị". Mục tiêu chính của ông là dựng nên một tác phẩm giật gân về y khoa "mang cảm giác như có thể xảy ra [ngoài đời thật]."
Burns đã tham vấn Lawrence "Larry" Brilliant – người nổi tiếng với công tác dẹp bệnh đậu mùa – để phát triển nhận thức chính xác về một biến cố đại dịch. Ông từng xem một trong những bài thuyết trình trên TED của Brilliant và nó khiến ông bị mê hoặc, rồi nhận ra "[nếu] góc nhìn của mọi người trong lĩnh vực đó không mang hàm ý rằng 'Nếu chuyện này sẽ xảy ra', liệu đó có phải ám chỉ rằng 'Khi nào chuyện này sẽ xảy ra'?". Brilliant đã giới thiệu Burns tới một chuyên gia khác, ông W. Ian Lipkin. Với sự giúp sức của các bác sĩ kể trên, các nhà sản xuất có thể thu được những góc nhìn phụ từ những đại diện của Tổ chức Y tế Thế giới (WHO). Burns còn gặp tác giả của cuốn The Coming Plague của nhà văn Laurie Garrett. Cuốn sách năm 1995 của nữ văn sĩ giúp Burns cân nhắc một loạt các tình tiết tiềm năng cho bộ phim. Ông muốn có một quan chức từ CDC và sau cùng quyết định sử dụng một nhà dịch tễ học, vì vai đó yêu cầu tương tác với khán giả trong lúc truy dấu dịch bệnh.

## Chủ đề và phân tích

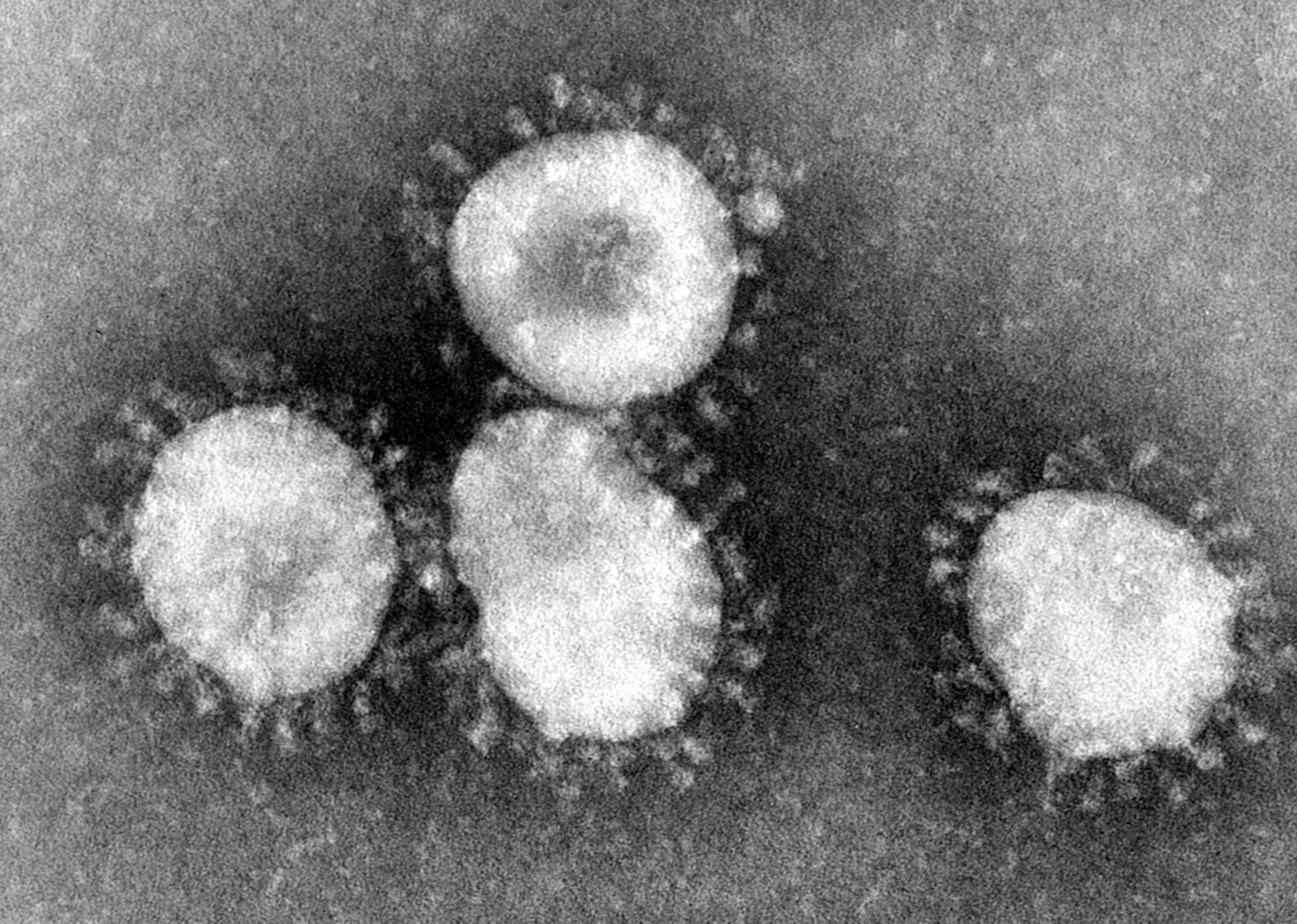
Một tấm ảnh chụp virus SARS dưới lăng kính hiển vi. Đại dịch SARS bùng phát năm 2003 còn là nguồn cảm hứng và ảnh hưởng đến Contagion.

Steven Soderbergh bị thúc đẩy làm một bộ phim điện ảnh "siêu thực tế" về y tế công cộng và phản ứng của giới khoa học trước một đại dịch. Phim sử lối kể chuyện mang "phong cách siêu liên kết" (thường chuyển cảnh liên tục giữa các vị trí địa lý và con người cách xa nhau) nhằm nhấn mạnh những mối nguy mới tầm vóc lịch sử của mạng lưới toàn cầu hóa đương đại và những phẩm chất bất diệt của con người thể hiện trong nghịch cảnh (gợi nhớ đến các phương pháp xử lý đại dịch nổi tiếng trong văn học, như cuốn La peste của Albert Camus). Tác phẩm khai thác nhiều đề tài khác nhau, như các yếu tố gây hoảng loạn đám đông và làm sụp đổ trật tự xã hội, quá trình giới khoa học mô tả đặc tính và ngăn chặn một mầm bệnh chưa rõ lai lịch, cân bằng những động cơ hành vi cá nhân với trách nhiệm và đạo đức nghề nghiệp khi phải đối mặt với một mối đe dọa sống còn, những mặt hạn chế và hệ quả của phản ứng y tế công cộng, và sự kết nối mật thiết phủ khắp giữa các cá thể có thể đóng vai trò như yếu tố trung gian lây bệnh. Soderbergh đã thừa nhận những nét nổi bật của các chủ đề hậu tận thế, được tôn lên qua các phản ứng với sự kiện 11 tháng 9 và cơn bão Katrina. Bộ phim còn dự định truyền tải một cách thực tế những phản ứng "dữ dội" và "báo động" của xã hội và giới khoa học với một đại dịch. Những đại dịch có thật ngoài đời như dịch SARS 2002–2004 và đại dịch cúm 2009 đã trở thành những nguồn cảm hứng và ảnh hưởng trong phim. Chuỗi truyền nhiễm liên quan đến dơi và lợn gợi nhắc đến nguồn gốc của virus Nipah (làm lây nhiễm các tế bào trong hệ hô hấp và thần kinh giống hệt như virus trong phim) đến từ Malaysia vào năm 1997, mang nét tương đồng liên quan đến sự xáo trộn của một bầy dơi bởi nạn phá rừng.

## Đón nhận

### Doanh thu phòng vé
Ngày 3 tháng 9 năm 2011, Contagion có buổi chiếu ra mắt tại Liên hoan phim Venezia lần thứ 68 ở Venezia, Ý và phát hành mở rộng hơn vào ngày 9 tháng 9. Tại thị trường Hoa Kỳ–Canada, Contagion có mặt tại 3.222 cụm rạp, trong đó có 254 suất chiếu tại các rạp IMAX. Nhiều chuyên gia phân tích thương mại của Mỹ đưa ra dự đoán rằng phim sẽ thu về 20–25 triệu USD tiền bán vé trong dịp cuối tuần mở màn và thực tế đúng như vậy, tác phẩm mang về 8 triệu USD trong ngày khởi chiếu và 23,1 triệu USD trong cả tuần. Tính tổng cộng, 10% doanh thu (2,3 triệu USD) đến từ các suất chiếu IMAX. Bằng cách giành chiến thắng trước đối thủ cạnh tranh The Help, Contagion đã trở thành phim điện ảnh ăn khách nhất tuần. Trên phương diện nhân khẩu học, số khán giả đến xem đầu tiên được chia đều cho cả hai giới theo hãng Warner Bros. thống kê, trong khi 80% người xem ở độ tuổi từ 25 trở lên. Contagion không đạt thành tích tốt ở dịp cuối tuần kế tiếp khi gặt hái 14,5 triệu USD tiền bán vé, nhưng vẫn cán đích ở vị trí số 2 sau bản tái chiếu rạp của Vua sư tử (1994). Tuần thứ 3 chứng kiến doanh số phòng vé giảm tới 40%, nâng tổng số tiền kiếm được là 8,7 triệu USD. Tính đến tuần thứ 4, Contagion tụt xuống hạng 9 trên bảng xếp hạng phòng vé với 5 triệu USD, và số cụm rạp giảm còn 2.744. Phim kết thúc đợt chiếu vào ngày 15 tháng 12 năm 2011, lúc bấy giờ tổng doanh thu nội địa của tác phẩm là 75,6 triệu USD.

### Đánh giá chuyên môn
Contagion đón nhận nhiều đánh giá tích cực từ giới phê bình điện ảnh. Trang hệ thống tổng hợp kết quả đánh giá Rotten Tomatoes cho biết 85% phê bình gia chấm phim một bài nhận xét tích cực, dựa theo 265 bài đánh giá, qua đó đạt điểm trung bình 7,07/10. Các chuyên gia của trang web nhận định, "Căng thẳng, cốt truyện chặt chẽ và được hỗ trợ bởi một dàn diễn viên xuất chúng, Contagion là một bộ phim điện ảnh đề tài thảm họa đặc biệt thông minh pha chút sự đáng sợ". Trên chuyên trang phê bình Metacritic, phim nhận số điểm 70/100 dựa theo 38 bài nhận xét, đa số là "những nhận định tích cực".

### Tái nổi tiếng
Năm 2020, Contagion trở nên tái nổi tiếng bởi sự xuất hiện của đại dịch COVID-19 có nhiều nét tương đồng so với đại dịch miêu tả trong phim. Tính đến tháng 3 năm 2020, đây là bộ phim điện ảnh nổi tiếng thứ 7 trên iTunes, xếp ở hạng hai danh mục dữ liệu trên Warner Bros. so với hạng 270 của phim vào tháng 12 năm 2019, đồng thời có lượt truy cập trung bình trên các website lậu – tăng 5.609% vào tháng 1 năm 2020 so với tháng trước. HBO Now còn ra thông cáo rằng Contagion là tựa phim được xem nhiều nhất trong 2 tuần liên tiếp.